# Heðin Mortensen
Heðin Mortensen (født 7. april 1946 i Trongisvágur) er en færøsk politiker (Javnaðarflokkurin, før Sambandsflokkurin). 

## Baggrund
Mortensen var maskin- og bilmekaniker 1961–1978, og har siden 1978 været forsikringsagent i Tryggingarfelagið Føroyar. Han roede kaproning med Havnarbáturin (10-mannafar) i 1970-erne og var formand i Havnar Róðrarfelag (Thorshavns Roklub) 1973–1979, formand i Tórshavnar Ítróttarráð 1975–1978, president i Ítróttasamband Føroya 1980–2008, samt formand i Havnar Sjónleikarfelag 1996–2003. Han var medlem af repræsentantskabet i SEV fra 1973, og styremedlem 1993–1997. I en jubilæumstale til Heðin Mortensen, da han havde siddet som formand for ÍSF (Færøernes Idrætsforbund) i 25 år, blev det bl.a. sagt, at da han startede som formand var 9 sportsgrene repræsenteret i idrætsforbundet, og efter 25 år var tallet af sportsgrene øget til 24. Tallet af sportsklubber af forskellig slags var øget fra 71 til 107, og i 2005, da talen blev holdt, var antallet af aktive medlemmer i ÍSF kommet op på 15.000 personer.

## Politisk karriere
Han har været Thorshavns borgmester siden 1. januar 2005 og siden 1. september 2015 har han også været lagtingsmedlem. Mortensen har siddet i kommunestyret siden 1973, og var viceborgermester 2001–2005. Han var lagtingsmedlem for  Sambandsflokkurin 1998–2004. Han forlod Sambandsflokkurin i 2004, efter byrådsvalget i Tórshavn, hvorefter han blev borgmester på . 1. januar året efter.
Som medlem af Sambandsflokkurin var han også aktiv som landspolitiker. Han mødte fast på Lagtinget som vicemedlem enkelte perioder i 1989–1991 og 1993. Han blev senere indvalgt fra Suðurstreymoy 1998–2004. Fra 2008 var han igen vicemedlem af Lagtinget, men denne gang for Javnaðarflokkurin. 
Ved lagtingsvalget 2015 blev han igen valgt til Lagtinget og blev dermed både lagtingsmedlem og borgmester for Færøernes største kommune. Mortensen fik tilladelse fra Thorshavns byråd til at tage sæde i Lagtinget, samtidig med, at han er borgmester. Loven kræver, at byrådet giver tilladelse til det. Hans parti har flertal i Thorshavns byråd. Klaksvíks borgmester Jógvan Skorheim blev også valgt i Lagtinget, men han fik ikke tilladelse til at være lagtingsmedlem samtidig.

### Kritik af dobbeltrolle
Udover at være borgmester for Færøernes største kommune og lagtingsmedlem, så er Heðin Mortensen også formand for Kommunufelagið (Kommunernes Landsforening). Det er blevet kritiseret, kritikken går ud på, at der kan være modstridende interesser, hvor land og kommuner er modstandere. Jógvan Arge, viceborgmester i Tórshavn, påpeger, at det er uheldigt, at to lagtingsmedlemmer alene kan styre Kommunufelagið, men at det faktisk var tilfældet, fordi Tórshavns kommunune sammen med en af de store kommuner fik flertal, således som reglerne var sat sammen.  Arge siger i et læserbrev, at en af hovedopgaverne for Kommunufelagið er at komme med anbefalinger til Færøernes Landsstyre, når de får lovforslag til høring, og at det er meget uheldigt, at to borgmestre, der samtidig er lagtingsmedlemmer og medlemmer af regeringspartierne (Heðin Mortensen og Kristin Michelsen fra Javnaðarflokkurin) i prinsippet kan have magten i Kommunufelagið og få vigtige lovforslag samtykket, som kommer til at gælde for alle landets 30 kommuner og ikke kun for de to kommuner Tórshavnar kommuna og Tvøroyrar kommuna. I år 2000 var Heðin Mortensen modstander af, at borgmestre også kunne være lagtingsmedlemmer. Han stemte imod, da kommununestyreloven var til behandling i lagtinget, og der kom et ændringsforslag, som tillod borgmestre at være både borgmestre og lagtingsmedlemmer samtidig.

## Hæder
Mortensen blev  Ridder af Dannebrog i 1991 og ophøjet til Ridder af 1. grad i  2003. Han blev udnævnt til Kommandør af Dannebrog i 2023. Han har desuden modtaget en række færøske og nordiske udmærkelser for sit engagement indenfor idræt, f.eks. hæderkors fra det islandske idrætsforbund og sølv- og guldnål samt guldnål med bjælke fra Ítróttasamband Føroya.